# Krzyzanowskisaurus
Krzyzanowskisaurus (betekent 'Stan Krzyżanowski's hagedis') is de naam die wordt gegeven aan een geslacht van archosauriërs uit het Chinle-formatie uit het Laat-Trias en het is een tandentaxon, gebaseerd op tandfossielen (zoals de holotype tand NMMNH P-29357) en deze tanden zijn gevonden in de Amerikaanse staten Arizona (inclusief de typelocatie) en New Mexico. Het oorspronkelijke rapport beschreef het als een 'waarschijnlijke ornithischiër' en Heckert (2005) suggereert dat de tanden van Krzyzanowskisaurus biostratigrafisch bruikbaar zijn als indexfossiel van de St. Johnsian sub-LVF (biochronologie).
De typesoort Krzyzanowskisaurus hunti werd in 2005 opnieuw geëvalueerd door Heckert nadat hij eerder door hem was beschreven als Revueltosaurus hunti in 2002. De naam werd veranderd toen werd ontdekt dat de typesoort Revueltosaurus callenderi een pseudosuchiër was in plaats van een ornithischische dinosauriër (Parker et alii 2005). Volgens Heckert vertoont Revueltosaurus hunti een ornithischisch kenmerk dat niet aanwezig is bij Revueltosaurus callenderi (tanden met een cingulum), wat suggereert dat het een nieuw geslacht van vroege ornithischiërs vertegenwoordigt. Dit vernoemde hij naar de ontdekker, de amateurpaleontoloog Stan Krzyżanowski. De juistheid hiervan werd betwist door Irmis et alii (2006), die ontdekte dat het cingulum verschilde van dat bij echte vroege ornithischiërs en merkte op dat sommige tanden waren gevonden met schedelbotten en osteodermen die overeenkwamen met die van Revueltosaurus. Zo ontdekten ze dat het geen dinosauriër was en hielden ze het voorlopig in Revueltosaurus; het kan opnieuw Revueltosaurus hunti zijn.